# Rev Theory
Rev Theory (conocidos también como Revelation Theory) es una banda estadounidense de hard rock formada en 2002 en North Andover, Massachusetts. La banda ha lanzado tres álbumes de estudio (Truth Is Currency (2005), Light It Up (2008) y Justice (2011)) y tres EP (Revelation Theory EP (2004), Acoustic Live from the Gibson Lounge (2009) y Take 'Em Out (2012)). Su primer álbum es Truth Is Currency, con EMI subsidiary Element Records en 2005. Actualmente tienen contrato con Interscope Records. La canción "Voices" se está usando actualmente en la WWE por el luchador Randy Orton. La canción "Hell Yeah" fue el tema de apertura del popular show de Spike Blue Mountain State.

## Historia
Los primeros miembros de Revelation theory se conocieron en 1997 en el Merrimack College en North Andover, Massachusetts, y después se mudaron a Long Island, Nueva York en el 2002 con la esperanza de una carrera musical. Un año después, el bajista Matty, quien era un estudiante en la Universidad de Nueva York se unió a la banda, completando así el cuarteto. Ellos grabaron un demo EP y comenzaron una gira: en 2005 fueron llamados por el Girls Gone Wild Rocks America tour. Entonces, el grupo firmó con la subsidiaria de EMI Element Records y editaron el álbum Truth is Currency en el 2005.
Desde 2005, la banda ha estado constantemente en gira con varias otras bandas, principalmente como abridores. En 2005 estuvieron de gira con Sevendust y Hinder, como sus abridores. El sencillo "Slowburn" del disco Truth is Currency alcanzó el puesto #27 de la lista Mainstream Rock Tracks. En 2006 estuvieron de gira extensivamente con Hinder, Buckcherry y Evanescence y también estuvieron de gira con esta última en Europa durante el mismo año. En 2007, la banda estuvo de gira de nuevo con Hinder, así como con Papa Roach, y Buckcherry.
En 2008, la banda simplificó su nombre a Rev Theory. Ese mismo año, comenzaron a tener una base de seguidores más amplia cuando la World Wrestling Entertainment comenzó a usar su música para los eventos del tipo pago por visión, primero con Light It Up la cual fue el tema oficial de WrestleMania XXIV, y después con Hell Yeah como el tema oficial de WWE One Night Stand en 2008, que se llevó a cabo en junio. La ex-diva de la WWE Ashley Massaro apareció en el video musical oficial del tema "Hell Yeah". También en el 2008, Rich Luzzi colaboró como cantante en la canción "Voices", el tema de entrada de la superestrella de la WWE Randy Orton. También es el tema que da nombre al álbum Voices: WWE The Music, Vol 9.  El tema Hell Yeah de Rev theory también está incluido en el videojuego Maden NFL 2009.
Interscope, Geffen, A&M Records además de Microsoft, se han unido para estrenar el nuevo video musical de la banda de manera exclusiva en la tienda de videos de Xbox LIVE. Esto hizo del sencillo "Hell Yeah" de Rev Theory el primer video estrenado en Xbox LIVE.
Rev Theory pasó el final del 2008 como grupo abridor de Hinder y Trapt durante el Jägermeister Music Tour. El sencillo "Light It Up" también ha sido incluido para tomar parte del hard rock package como contenido descargable de Guitar Hero: World Tour en las versiones del juego para el Xbox 360, PlayStation 3 y el Wii.
En enero del 2009, Rev Theory comenzó una gira con Theory of a Deadman y Ten Second Epic, y en mayo estuvieron de gira con Buckcherry, Avenged Sevenfold y Papa Roach. Hay una entrevista reciente con la banda del 2009, "Rock on the Range" en http://app.synclive.com?show/29548. Rev Theory también fue parte del Crue Fest 2. El viernes 28 de agosto, Rev Theory apareció en el programa Bubba the Love Sponge en Sirius/Xm Satellite Radio para una muy reveladora y abierta entrevista. Rev Theory estuvo de gira en el otoño del 2009 como el grupo abridor de Seether. También se presentaron junto a Breaking Benjamin. mismo año que interpretarían el tema voices que actualmente es el intro oficial de Randy Orton (luchador profesional de la WWE).
En octubre del 2009, Rev Theory comenzó una gira junto Lynyrd Skynyrd.
En febrero del 2010, la banda comenzó a grabar nuevo material, presumiblemente para su tercer álbum de estudio. Recientes actualizaciones en el sitio Twitter oficial de la banda han señalado que han entrado al estudio para comenzar las grabaciones.
El tema "Hell Yeah" de Rev Theory es tocada durante los créditos de apertura de la serie Blue Mountain State.
En el 2011, 'Justice' fue elegida por la WWE para el Tema Oficial del PPV WWE Extreme Rules 2011.
Su sencillo 'Hangman' es utilizado como tema secundario de WWE Smackdown.

## Miembros
- Rich Luzzi - Voz
- Julien Jorgensen - Guitarra rítmica
- Matt McCloskey - Bajo, Voz secundaria
- Dave Agoglia - Batería

## Exmiembros
- Rikki Lixx - (2007 - 2012) Guitarra principal

Línea del tiempo

## Discografía

### Álbumes de estudio
- Truth Is Currency (Element One/Idol Roc/Bikiniwax, 2005) como Revelation Theory
- Light It Up (Interscope Records, 2008) como Rev Theory. US #74[5]
- Justice (2011)
- The Revelation (2016)

### EP
- Revelation Theory EP (2004)
- Acoustic Live from the Gibson Lounge (Interscope Records, 2009)
- Alpha king (sencillo) (2013)

### Sencillos
| AÑo                                       | Título             | US Main      | US Rock      | Álbum             |
| ----------------------------------------- | ------------------ | ------------ | ------------ | ----------------- |
| 2005                                      | "Slowburn"         | 27           | —            | Truth Is Currency |
| 2006                                      | "Selfish and Cold" | —            | —            | Truth Is Currency |
| 2008                                      | "Hell Yeah"        | 18           | —            | Light It Up       |
| 2008                                      | "Light It Up"      | 25           | —            | Light It Up       |
| 2009                                      | "Far from Over"    | 15           | 36           | Light It Up       |
| 2010                                      | "Broken Bones"     | 34           | —            | Light It Up       |
| 2010                                      | "Justice"          | 17           | 38           | Justice           |
| 2011                                      | "The Fire"         | 27           | —            | Justice           |
| 2014                                      | "Born 2 Destroy"   | 39           | —            | N/A               |
| 2016                                      | "We Own The Night" | Digital Only | Digital Only | The Revelation    |
| "—" denotes a release that did not chart. |                    |              |              |                   |